# Абаул
Абаул — деревня в Вагайском районе Тюменской области России. Входит в состав Карагайского сельского поселения.

## География
Деревня находится в восточной части Тюменской области, в пределах подтаёжно-лесостепного района лесостепной зоны, на левом берегу реки Иртыш, на расстоянии примерно 80 км (по прямой) к востоку от села Вагай, административного центра района. Абсолютная высота — 60 м над уровнем моря.
Часовой пояс
Деревня Абаул, как и вся Тюменская область, находится в часовой зоне МСК+2. Смещение применяемого времени относительно UTC составляет +5:00.

## Население
| 2010 |
| ---- |
| 319  |

Половой состав
По данным Всероссийской переписи населения 2010 года, в гендерной структуре населения мужчины составляли 49,8 %, женщины — соответственно 50,2 %.
Национальный состав
Согласно результатам переписи 2002 года, в национальной структуре населения татары составляли 99 % из 400 чел.